# Promoción de la democracia
La promoción de la democracia, también llamada asistencia democrática, es un conjunto de políticas exteriores implantadas por algunos estados para promover la democracia liberal en otros estados. Las políticas de promoción de la democracia incluyen la redacción de constituciones, asistencia y observación electoral, reforma de cuerpos judiciales, la promoción del rol de la ley, entrenamiento policial y militar, promover fortalecimiento de la seguridad interna, reforzar los sindicatos y asistir a los medios de comunicación. El máximo exponente de estas políticas es Estados Unidos, con su primer auge a partir de los años 1980.

## Historia

### Antecedentes (años 1950 a 1970)
Tras la Segunda Guerra Mundial, en los años 1950, se dieron los primeros intentos de crear programas de desarrollo político en Estados Unidos, con varias proposiciones de leyes para crear una «Academia de la Libertad» para apoyar el desarrollo de partidos políticos en el tercer mundo. Sin embargo, todas ellas serían rechazadas y los intentos cesarían hasta mediados de los años 1960.
En los años 1960 el anticomunismo dominaba la política exterior de Estados Unidos, compitiendo con la Unión Soviética en múltiples frentes para ganar la lealtad del mayor número posible de países en vías de desarrollo. La administración Kennedy enfocaba la ayuda exterior a la teoría de la modernización, según la cual, promover el desarrollo económico en otros países llevaría gradualmente a un sistema económico, político y social similar al estadounidense. No obstante, el desarrollo de las instituciones democráticas no era un objetivo directo. Tras el triunfo de la revolución cubana en 1959, Estados Unidos aplicó ampliamente tipo de programas de ayuda en América Latina para contrarrestar la influencia de la Unión Soviética en el continente. La Alianza para el Progreso fue la principal iniciativa del gobierno estadounidense para la ayuda exterior en América Latina.
El fortalecimiento de los sindicatos también comenzó a tener importancia en la política de ayuda de Estados Unidos durante los años 1960. La principal central sindical estadounidense, AFL-CIO, trabajó con el apoyo de la Agencia Central de Inteligencia (CIA) en todos los países en los que tenía presencia para minar la influencia de los sindicatos de izquierdas.
A mediados de los años 1960, algunos políticos y académicos empezaron a cuestionar la política de ayuda exterior, calificándola de inefectiva. En este contexto se reformó la Foreign Assistance Act, añadiendo el Título IX, con un mandato para que la Agencia de los Estados Unidos para el Desarrollo Internacional (USAID) crease programas para el desarrollo de instituciones políticas en los países objetivo. La aplicación del Título IX conllevó multitud de proyectos de investigación por parte de USAID. La USAID creó iniciativas para desarrollar el gobierno local y programas de educación cívica.
A pesar de la aprobación del Título IX y el nuevo papel de la USAID, durante los años 1960 y primera mitad de los 1970, la promoción de la democracia todavía no jugaba un papel significativo en la política exterior estadounidense. Por un lado, no existía una asignación de fondos específica para estos programas, y por otro lado, la USAID, como organización de ayuda al desarrollo económico, evitaba la intervención política directa.
En 1967, Dante Fascell, miembro demócrata de la Cámara de Representantes de los Estados Unidos, propuso la creación de un "Instituto de Asuntos Internacionales", aunque esta fue rechazada. El mismo año el presidente Johnson creó la Comisión Katzenback, que recomendó la creación por parte del gobierno de «mecanismos público-privados para proveer abiertamente fondos públicos a actividades en el extranjero de organizaciones que sean declaradas merecedoras, por el interés nacional, de apoyo público.»  A principios de los años 1970, la indignación pública contra la guerra de Vietnam, las actividades de la Agencia Central de Inteligencia (CIA) y el escándalo Watergate retrasarían esta iniciativa durante el resto de la década.

### A partir de la administración Reagan (años 1980)
En 1979, políticos, académicos, oficiales del gobierno y líderes de varios sectores de la sociedad civil crearon la American Political Foundation (APF). En 1981 la APF recomendó la creación de una comisión presidencial que evalúe «como los Estados Unidos pueden promover la democracia en el extranjero.»
En 1981 la Casa Blanca comenzó el «Proyecto Democracia», adjunto al Consejo de Seguridad Nacional y supervisado por la Agencia Central de Inteligencia (CIA). El «Proyecto Democracia» planeaba organizar operaciones de diplomacia pública para promover la democracia estadounidense en los países comunistas. En el mismo periodo se comenzó a gestar una iniciativa complementaria, la Fundación Nacional para la Democracia, para crear el mecanismo público-privado para la financiación abierta de operaciones políticas.
En junio de 1982 Ronald Reagan dio un célebre discurso en el Parlamento del Reino Unido anunciando que Estados Unidos empezaría un gran programa para «promover la infraestructura de la democracia en el mundo.» Dos meses después, una circular secreta de la Casa Blanca decía, sobre el «Proyecto Democracia»: «Necesitamos examinar como la ley y la Orden Ejecutiva pueden ser más liberales para permitir acción encubierta a una escala mayor, así como qué podemos hacer mediante un incremento sustancial de la acción política abierta.»
En enero de 1983, Reagan firmó la Decisión de Seguridad Nacional Directiva 77 (NSDD 77), que estableció un marco de trabajo para la ejecución de operaciones políticas y guerra psicológica como parte de la política exterior de Estados Unidos. A este fin se asignaron 65 millones de dólares. También se estableció la Oficina de Diplomacia Pública, que sería declarada como operación ilegal de propaganda doméstica en 1988. Este aspecto de la NSDD 77 fue instrumental en la operación clandestina ilegal Irán-Contra. La NSDD 77 estableció un comité para coordinar los programas internacionales de promoción de la democracia que Reagan había anunciado en 1982.
En noviembre de 1983 se constituyó formalmente la Fundación Nacional para la Democracia (NED) por mandato del Congreso de los Estados Unidos.
Durante los años 1980, los programas de promoción de la democracia de la NED se centraron en países enemigos en el contexto de la Guerra Fría, con programas en Nicaragua y Afganistán complementarios al apoyo de grupos insurgentes, y la promoción de transiciones democráticas en países aliados con gobiernos dictatoriales de derechas como Chile, Haití, Paraguay, Filipinas y Corea del Sur. A finales de la década lanzó programas en Vietnam y Cuba. Durante sus primeros años, el principal receptor de fondos de la NED fue la AFL-CIO, la principal central sindical estadounidense, de marcado carácter anticomunista.
Siguiendo a la creación de la NED, se crearon en Estados Unidos una serie de organizaciones gubernamentales, quasigubernamentales y no gubernamentales dedicadas a la promoción de la democracia.

### El colapso de la Unión Soviética (años 1990)
A partir de los años 1990, tras el colapso de la Unión Soviética, la promoción de la democracia se acentuó como elemento central de la política exterior de Estados Unidos. Henry Kissinger apuntó a la oportunidad, tras el colapso de la Unión Soviética, de «construir un nuevo orden mundial aplicando los valores domésticos [de Estados Unidos] a todo el mundo».
El Congreso de los Estados Unidos aumentó la financiación de la Fundación Nacional para la Democracia (NED) y esta expandió sus programas a más regiones y aumentando su presencia en América Latina, África subsahariana, Oriente Medio, Europa del Este y la antigua Unión Soviética. La administración de George H. W. Bush dedicó gran parte de los fondos para ayuda exterior a Europa del este.
La administración Clinton reforzó las políticas de promoción de la democracia, especialmente sobre los países de la antigua esfera de influencia de la Unión Soviética, e incluyó el fortalecimiento del libre mercado en sus programas de promoción de la democracia mediante la idea de que el libre mercado contribuye a la prosperidad, esta a la democracia y esta última a la paz.

## Controversias

### Doble rasero
En el caso de Nicaragua, que la administración Reagan no consideraba un país democrático, durante el periodo sandinista tuvieron lugar dos procesos electorales, en 1984 y en 1990, ambos considerados legítimos por la comunidad internacional. Mientras tanto, las elecciones de El Salvador y Guatemala, aliados de Estados Unidos, no fueron condenadas por la administración Reagan. Ante la cuestión de por qué se aplicaban distintos estándares democráticos para distintos países, la administración Reagan argumentó que Estados Unidos no está obligado a aplicar el mismo estándar a la hora de juzgar a países hostiles con Estados Unidos y a los que no.

### Injerencia externa
Los gobiernos de algunos países se oponen explícitamente a los proyectos de promoción de la democracia occidentales, argumentando que esta se trata de un intento de los países occidentales, en especial Estados Unidos, de subvertir su orden político. Esta posición es habitual en los estados postsoviéticos, especialmente por parte del gobierno de Vladímir Putin en Rusia, el de Islom Karimov en Uzbekistán, el de Aleksandr Lukashenko en Bielorrusia, Nursultán Nazarbáyev en Kazajistán o Tayikistán. Este tipo de resistencia se ha dado también en países asiáticos como China y Nepal, en países africanos como Zimbabue, Etiopía y Eritrea y en países latinoaméricanos como Venezuela.
Esta resistencia a las programas de promoción de la democracia aumentó tras las revoluciones de colores en Georgia, Ucrania y Kirguistán, debido al papel de apoyo de Estados Unidos.